# San Juan, Siquijor

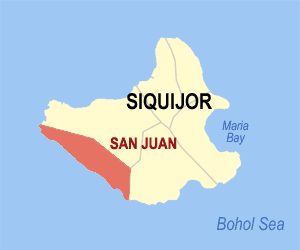
Bản đồ Siquijor với vị trí của San Juan.

San Juan là một đô thị hạng 5 ở tỉnh Siquijor, Philippines. Thông tin điều tra dân số năm 2000 của Philipin, đô thị này có dân số 12.198 người trong 2.665 hộ.

## Barangay
San Juan được chia thành 15 barangay.
- Canasagan
- Candura
- Cangmunag
- Cansayang
- Catulayan
- Lala-o
- Maite
- Napo
- Paliton
- Poblacion
- Solangon
- Tag-ibo
- Tambisan
- Timbaon
- Tubod